# 霍恩施普倫茨湖

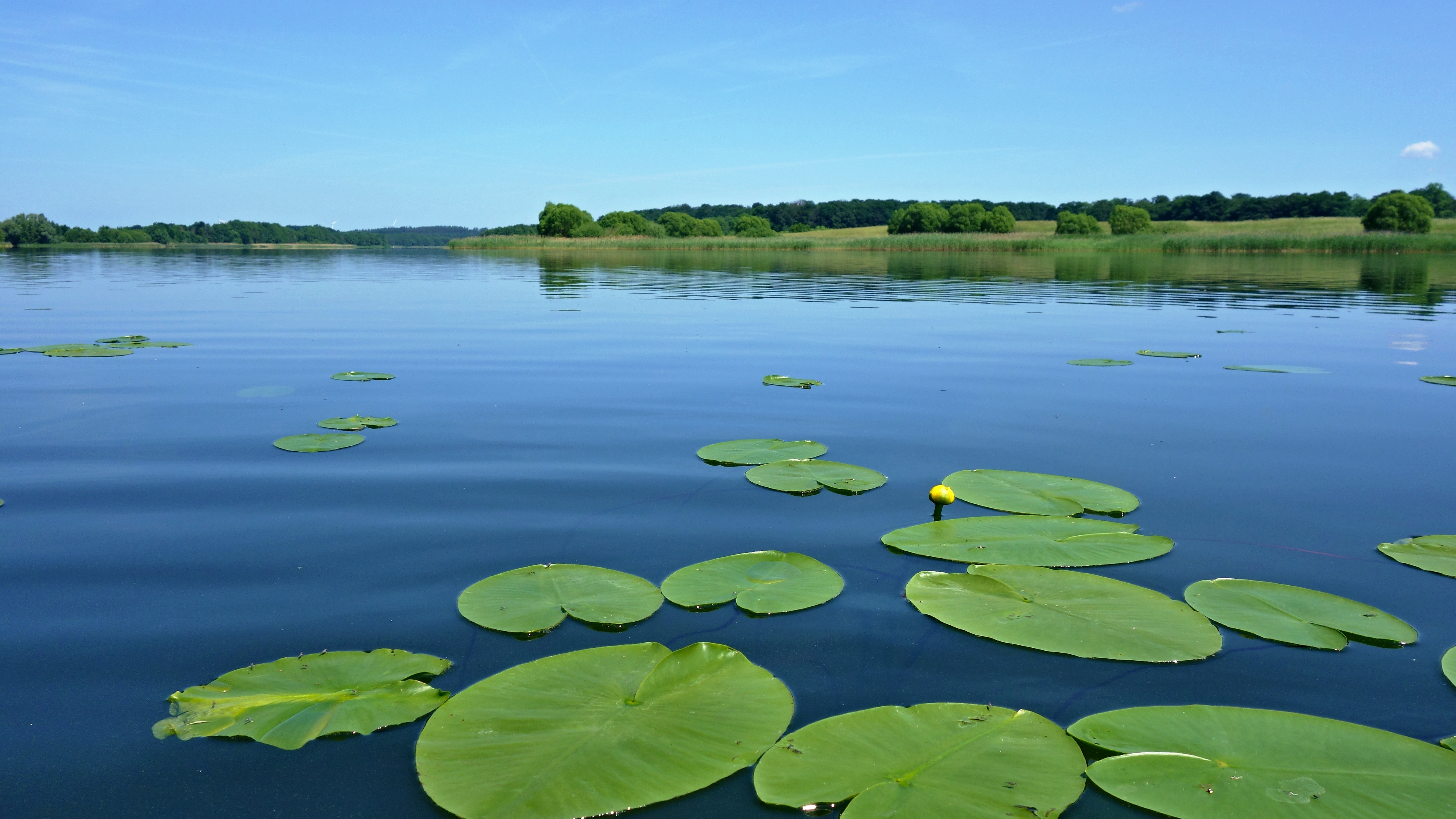

53°55′12.40″N 12°12′50.58″E / 53.9201111°N 12.2140500°E

霍恩施普倫茨湖（德語：Hohen Sprenzer See），是德國的湖泊，位於該國東北部，由梅克倫堡-前波美拉尼亞州負責管轄，處於羅斯托克縣，長2.8公里、寬1.3公里，面積2.3平方公里，海拔高度23米，平均水深7米，最大水深17米，水體容量1,578萬立方米。